# Acorduloceridea entusa
Acorduloceridea entusa – gatunek błonkówki z rodziny Pergidae.

## Taksonomia
Gatunek ten został opisany w 1990 roku przez Davida Smitha. Holotyp (samica) został odłowiony w Machu Picchu w peruwiańskim stanie Cuzco. 

## Zasięg występowania
Ameryka Południowa, znany jedynie z Peru.